# دریاچه التون
دریاچه التون (انگلیسی: Lake Elton) یک دریاچه در استان ولگوگراد کشور روسیه است.